# Sierżant sztabowy Służby Więziennej
Sierżant sztabowy Służby Więziennej (sierż. szt. SW) – stopień w Służbie Więziennej, odpowiednik stopnia sierżanta sztabowego w Siłach Zbrojnych RP.
Wzory dystynkcji sierżanta sztabowego SW zostały określone w rozporządzeniu ministra sprawiedliwości z dnia 7 lutego 2011 w sprawie umundurowania funkcjonariuszy Służby Więziennej.